# Riize
Riize (hangul: 라이즈; RR: Raijeu; MR: Raijŭ; estilizado en mayúsculas; pronunciado "Rise") es un grupo masculino surcoreano formado por SM Entertainment. El grupo consta de seis miembros actualmente: Shotaro, Eunseok, Sungchan, Wonbin, Sohee y Anton. Originalmente siendo un grupo de siete miembros, Seunghan dejó el grupo en octubre de 2024. Debutaron el 4 de septiembre de 2023 con el álbum sencillo Get a Guitar.

## Nombre
El nombre del grupo, Riize, es un nombre creado combinando "Rise", que significa "crecimiento", y "Realize", que significa "un equipo que crece juntos y realiza sueños".

## Historia

### 2020-2023: Actividades predebut
Los miembros Shotaro y Sungchan debutaron previamente en el grupo masculino de SM NCT, y se dieron a conocer como parte de la alineación en octubre de 2020. El 1 de julio de 2022, SM Entertainment presentó a Shohei, Eunseok y Seunghan como parte de su alineación SM Rookies. En noviembre de 2022, se anunció que protagonizarían el reality show Welcome to NCT Universe, presentado por Shotaro y Sungchan.
Las primeras menciones del nuevo grupo masculino de SM se produjeron el 3 de febrero de 2023, cuando SM lanzó un vídeo que detalla los planes futuros de la compañía con SM 3.0. En el video, explicaron que el grupo debutaría en el cuarto trimestre de 2023, con el proyecto dirigido por el director de operaciones de SM Entertainment, Tak Young-jun.
El 24 de mayo de 2023, SM lanzó un vídeo sobre sus planes futuros para el grupo, anunciando que Shotaro y Sungchan dejarían NCT para unirse a la alineación y que Eunseok y Seunghan harían su debut y que Shohei no debutaría. El 11 de julio, se informó que el grupo de siete miembros estaba filmando su video musical debut para un debut proyectado en septiembre. En respuesta a los informes de los medios sobre la unión del hijo de Yoon Sang, Anton Lee, al grupo, SM declaró que comenzarían a revelar información sobre el grupo el 1 de agosto. El 31 de julio, SM confirmó que el grupo debutaría como "Riize" en septiembre. El 1 de agosto, los perfiles de los siete miembros fueron revelados, junto con el Instagram del grupo.

### 2023: Debut y salida de Seunghan
El 7 de agosto de 2023, SM Entertainment anunció que el grupo haría su debut el 4 de septiembre con el lanzamiento de su primer álbum sencillo, Get a Guitar. El álbum vendió más de un millón de copias en la primera semana de su lanzamiento, obteniendo la segunda mayor cantidad de ventas en la primera semana del álbum debut de un grupo novato.
El 19 de agosto de 2023, Riize lanzó la novela web Rise & Realize antes del debut del grupo, en colaboración con Kakao Entertainment. Antes de su lanzamiento, Riize interpretó "Memories" y "Siren" en KCON LA el 20 de agosto. Riize lanzó su sencillo prelanzamiento "Memories" el 21 de agosto. El 4 de septiembre, SM Entertainment anunció que Riize había firmado un contrato con RCA Records para su promoción y actividades en los Estados Unidos. En el showcase debut "RIIZING DAY: RIIZE Premiere", Riize anunció el nombre oficial de su club de fans a SUNZ, que terminó cambiando a BRIIZE dos días después debido a posibles interpretaciones negativas del nombre "SUNZ". El 7 de septiembre, el grupo hizo su debut oficial en el M Countdown de Mnet Countdown donde interpretaron "Get a Guitar", "Memories" y "Siren".
El 22 de octubre de 2023, se anunció que Riize tendría su primer regreso con el sencillo "Talk Saxy" el 27 de octubre.
El 22 de noviembre de 2023, SM anunció que Seunghan que tendría una pausa indefinida debido a los rumores graves que había sobre su vida personal. Debido a este problema, SM planeó presentar una denuncia a la policía y están considerando tomar medidas legales adicionales contra los filtradores que supuestamente difundieron información falsa con intenciones maliciosas y de difamación. Aunque Seunghan regresó al grupo el 11 de octubre de 2024, SM anunció su salida definitiva del grupo tan solo dos días después, tras enfrentar una fuerte reacción negativa por parte de los fanáticos.

### 2024-presente: "Love 119" y debut en Japón
El 6 de diciembre de 2023, SM confirmó que Riize regresaría el 5 de enero de 2024 con su sencillo "Love 119". El grupo lanzará una versión japonesa del sencillo el 24 de enero, que marcará su debut japonés.

## Miembros

### Miembros actuales
- Shotaro (쇼타로)
- Eunseok (은석)
- Sungchan (성찬)
- Wonbin (원빈)
- Sohee (소희)
- Anton (앤톤)

### Exmiembros
- Seunghan (승한)

## Discografía

### Álbumes de estudio
| Título  | Detalles | Posiciones más altas en los gráficos | Posiciones más altas en los gráficos | Posiciones más altas en los gráficos | Ventas                        |
| Título  | Detalles | COR                                  | JPN                                  | JPN Hot                              | Ventas                        |
| ------- | --- | ------------------------------------ | ------------------------------------ | ------------------------------------ | ----------------------------- |
| Odyssey | - Fecha de lanzamiento: 19 de mayo de 2025 - Discográfica: SM, Kakao - Formatos: CD, descarga digital, streaming | 1                                    | 10                                   | 25                                   | - COR: 1,904,606 - JPN: 3,463 |

### EPs
| Año                                                                                    | Álbum | Posicionamiento en listas | Posicionamiento en listas | Posicionamiento en listas | Posicionamiento en listas | Posicionamiento en listas | Certificaciones    | Ventas           |
| Año                                                                                    | Álbum | COR                       | EUA                       | EUA                       | JPN                       | JPN                       | Certificaciones    | Ventas           |
| Año                                                                                    | Álbum | COR                       | Billb. 200                | World                     | Hot                       | Oricon                    | Certificaciones    | Ventas           |
| -------------------------------------------------------------------------------------- | --- | ------------------------- | ------------------------- | ------------------------- | ------------------------- | ------------------------- | ------------------ | ---------------- |
| 2024                                                                                   | Riizing - Fecha de lanzamiento: 17 de junio de 2024 - Discográfica: SM, RCA - Formatos: CD, descarga digital, streaming | 2                         | —                         | 5                         | 1                         | 1                         | - KMCA: 3× Platino | - COR: 1 327 681 |
| «—» indica que el álbum no alcanzó posición alguna o no fue lanzado en ese territorio. | |                           |                           |                           |                           |                           |                    |                  |

### Relanzamientos
| Título            | Detalles | Posiciones más altas en los gráficos | Posiciones más altas en los gráficos | Ventas                       | Certificaciones |
| Título            | Detalles | COR                                  | JPN                                  | Ventas                       | Certificaciones |
| ----------------- | --- | ------------------------------------ | ------------------------------------ | ---------------------------- | --------------- |
| Riizing: Epilogue | - Fecha de lanzamiento: 4 de septiembre de 2024 - Discográfica: SM, RCA - Formatos: CD, descarga digital, streaming | 1                                    | 2                                    | - COR: 345,196 - JPN: 30,159 | - KMCA: Platino |

### Álbumes sencillo
| Título       | Detalles | Posiciones más altas en los gráficos | Posiciones más altas en los gráficos | Ventas                         | Certificaciones |
| Título       | Detalles | COR                                  | JPN                                  | Ventas                         | Certificaciones |
| ------------ | --- | ------------------------------------ | ------------------------------------ | ------------------------------ | --------------- |
| Get a Guitar | - Fecha de lanzamiento: 4 de septiembre de 2023 - Discográfica: SM, RCA - Formatos: CD, descarga digital, streaming | 1                                    | 2                                    | - COR: 1,069,611 - JPN: 61,197 | - KMCA: Millón  |

### Sencillos
| Año                                                                                | Título                          | Posición más alta | Posición más alta | Posición más alta | Posición más alta | Álbum               |
| Año                                                                                | Título                          | COR               | COR               | EUA World         | JPN               | Álbum               |
| Año                                                                                | Título                          | Circle            | Songs             | EUA World         | JPN               | Álbum               |
| ---------------------------------------------------------------------------------- | ------------------------------- | ----------------- | ----------------- | ----------------- | ----------------- | ------------------- |
| 2023                                                                               | «Memories»                      | 99                | —                 | —                 | —                 | Get a Guitar        |
| 2023                                                                               | «Get a Guitar»                  | 11                | —                 | —                 | 98                | Get a Guitar        |
| 2023                                                                               | «Talk Saxy»                     | 68                | —                 | —                 | —                 | Riizing             |
| 2024                                                                               | «Love 119»                      | 5                 | —                 | —                 | 74                | Riizing             |
| 2024                                                                               | «Siren»                         | 21                | —                 | —                 | —                 | Riizing             |
| 2024                                                                               | «Impossible»                    | 26                | 15                | —                 | 66                | Riizing             |
| 2024                                                                               | «Boom Boom Bass»                | 17                | 11                | —                 | 41                | Riizing             |
| 2024                                                                               | «Love 119» (versión en japonés) | —                 | —                 | —                 | 52                | Sencillos sin álbum |
| 2024                                                                               | «Lucky»                         | —                 | —                 | —                 | 2                 | Sencillos sin álbum |
| 2024                                                                               | «Combo»                         | 200               | —                 | —                 | —                 | Riizing: Epilogue   |
| 2025                                                                               | «Fly Up»                        | 8                 | 8                 | —                 | 85                | Odyssey             |
| «—» indica que el sencillo no alcanzó posición alguna o no fue lanzado en el país. |                                 |                   |                   |                   |                   |                     |